# قتل الطاغية
قتل الطاغية هو قتل أو اغتيال طاغية أو حاكم ظالم، بدعوى الصالح العام، وعادة ما يكون ذلك على يد أحد رعايا الطاغية. كان قتل الطغاة مسموحًا به قانونًا في الفترة الكلاسيكية. في كثير من الأحيان، كان مصطلح الطاغية مبررًا للقتل السياسي من قبل خصومهم، ولكن في بعض الحالات الاستثنائية خاطر طلاب الفلسفة الأفلاطونية بحياتهم ضد الطغاة. القتلة يطلق عليهم أيضا «الطغاة».